# گوش قرمز دریا
گوش قرمز دریا (نام علمی: Haliotis rufescens) نام یک گونه از سرده گوش دریا است.